# Bolitoglossa robinsoni
Espèce
Bolitoglossa robinsoni est une espèce d'urodèles de la famille des Plethodontidae.

## Répartition
Cette espèce est endémique de la cordillère de Talamanca. Elle se rencontre entre la province de Puntarenas au Costa Rica jusqu'à la province de Bocas del Toro au Panama entre 2 300 et 3 355 m d'altitude.

## Description
Le mâle holotype mesure 123,2 mm de longueur totale dont 63,5 mm de longueur standard et 59,7 mm pour la queue. Sur les 31 spécimens mesurés lors de la description, la longueur standard varie de 26,2 à 72,5 mm et la queue de 16,3 à 70,7 mm.

## Étymologie
Son nom d'espèce, robinsoni, lui a été donné en l'honneur de Douglas C. Robinson à qui l'on doit une enquête importante sur les amphibiens et reptiles du Costa Rica et qui a inspiré nombres d'herpétologistes costaricains.

## Publication originale
- Bolaños & Wake, 2009 : Two new species of montane web-footed salamanders (Plethodontidae: Bolitoglossa) from the Costa Rica-Panamá border region. Zootaxa, no 1981, p. 57-68.